# Hydrocotyle
Hydrocotyle là chi thực vật có hoa trong họ Araliaceae.

## Các loài
- Hydrocotyle aconitifolia A.Rich.
- Hydrocotyle acuminata Urb.
- Hydrocotyle acutifolia Ruiz & Pav.
- Hydrocotyle alchemilloides A. Rich.
- Hydrocotyle americana L.
- Hydrocotyle andina Cuatrec.
- Hydrocotyle apolobambensis M.Mend. & A. Fuentes
- Hydrocotyle aristeguietae Mathias & Constance
- Hydrocotyle batrachium Hance
- Hydrocotyle benguetensis Elmer
- Hydrocotyle boliviana (Kuntze) Mathias
- Hydrocotyle bonariensis Comm. ex Lam.
  - Hydrocotyle bonariensis var. tribotrys (Ruiz & Pav.) DC.
- Hydrocotyle bonplandii A.Rich.
- Hydrocotyle bowlesioides Mathias & Constance
- Hydrocotyle brittonii Mathias
- Hydrocotyle burmanica Kurz
- Hydrocotyle calcicola Y.H. Li
- Hydrocotyle callicephala Urb.
- Hydrocotyle chamaemorus Cham. & Schltdl.
- Hydrocotyle chevalieri (Cherm.) Tardieu - Rau má chevalier.
- Hydrocotyle confusa H.Wolff
- Hydrocotyle cryptocarpa Speg.
- Hydrocotyle dahlgrenii Rose & J.F. Macbr.
- Hydrocotyle dichondroides Makino
- Hydrocotyle dielsiana H. Wolff
- Hydrocotyle domingensis Mathias & Constance
- Hydrocotyle elongata A.Cunn. ex Hook.f.
- Hydrocotyle exigua Malme
- Hydrocotyle filipes Mathias
- Hydrocotyle galapagensis B.L. Rob.
- Hydrocotyle globiflora Ruiz & Pav.
- Hydrocotyle gracilis Ruiz & Pav.
- Hydrocotyle grossulariifolia Rusby
- Hydrocotyle grossularioides A. Rich.
- Hydrocotyle gunnerifolia Wedd.
- Hydrocotyle hazenii Rose
- Hydrocotyle hederacea Mathias
- Hydrocotyle heteromeria A.Rich.
- Hydrocotyle heucheraefolia Mathias
- Hydrocotyle hexagona Mathias
- Hydrocotyle himalaica P.K. Mukh.
- Hydrocotyle hirsuta Sw.
  - Hydrocotyle hirsuta var. leptostachys (A. Rich.) Urb.
- Hydrocotyle hirta R. Br. ex A. Rich.
- Hydrocotyle hitchcockii Rose ex Mathias
- Hydrocotyle hookeri (C.B. Clarke) W. G. Craib
  - Hydrocotyle hookeri subsp. chinensis (Dunn ex Shan & S.L. Liou) M.F. Watson & M.L. Sheh (đồng nghĩa: Hydrocotyle chinensis (Dunn) Craib) - Rau má Trung Quốc, rau má dại.
  - Hydrocotyle hookeri subsp. handelii (H. Wolff ex Hand.-Mazz.) M.F. Watson & M.L. Sheh
- Hydrocotyle humboldtii A. Rich.
- Hydrocotyle hydrophila Petrie
- Hydrocotyle incrassata Ruiz & Pav.
- Hydrocotyle indecora DC.
- Hydrocotyle javanica Thunb. (đồng nghĩa: Hydrocotyle nepalensis Hook.) - Rau má lá to, rau má núi, rau má dại, rau má rừng, rau má Nepal, rau má Java.
- Hydrocotyle kollimalayensis S. Karup. & A. Ali[5]
- Hydrocotyle langsdorffii DC.
- Hydrocotyle lehmannii Mathias
- Hydrocotyle leucocephala Cham. & Schltdl.
- Hydrocotyle longipes Mathias & Killip
- Hydrocotyle mannii Hook.f.
- Hydrocotyle mexicana Schltdl. & Cham.
- Hydrocotyle microphylla A.Cunn.
- Hydrocotyle minutifolia Rose
- Hydrocotyle modesta Cham. & Schltdl.
- Hydrocotyle moschata G.Forst.
- Hydrocotyle multifida A.Rich.
- Hydrocotyle nixoides Mathias & Constance
- Hydrocotyle novae-zelandiae DC.
  - Hydrocotyle novae-zelandiae var. involucrata (Colenso) Allan
  - Hydrocotyle novae-zelandiae var. robusta (Kirk) Cheeseman
- Hydrocotyle palmata Mathias
- Hydrocotyle pennellii Rose ex Mathias
- Hydrocotyle peruviana H. Wolff
- Hydrocotyle petelotii Tardieu - Rau má petelot.
- Hydrocotyle poeppigii DC.
- Hydrocotyle pseudoconferta Masam.
- Hydrocotyle pseudosanicula H.Boissieu - Rau má dạng sanh cần.
- Hydrocotyle pterocarpa F.Muell.
- Hydrocotyle pusilla R.Br. ex Rich.
- Hydrocotyle quinqueloba Ruiz & Pav.
- Hydrocotyle ramiflora Maxim.
- Hydrocotyle ranunculoides L.f.
- Hydrocotyle ribifolia Rose & Standl.
- Hydrocotyle rotundifolia Roxb.
- Hydrocotyle sagasteguii Constance & M.O. Dillon
- Hydrocotyle salwinica Shan & S.L. Liou
- Hydrocotyle setulosa Hayata
- Hydrocotyle siamica Craib - Rau má xiêm.
- Hydrocotyle sibthorpioides Lam. - Rau má mỡ, rau má chuột, rau má họ, thiên hồ thái.
  - Hydrocotyle sibthorpioides var. pauciflorra (Y. Yabe) T. Yamaz.
  - Hydrocotyle sibthorpioides var. tuberifera (Ohwi) T. Yamaz.
- Hydrocotyle sphenoloba Wedd.
- Hydrocotyle steyermarkii Mathias & Constance
- Hydrocotyle sulcata C.J.Webb & P.N.Johnson
- Hydrocotyle tambalomaensis H. Wolff
- Hydrocotyle tenerrima Rose ex Mathias
- Hydrocotyle tonkinensis Tardieu - Rau má bắc bộ.
- Hydrocotyle torresiana Rose & Standl.
- Hydrocotyle tripartita R.Br. ex A.Rich.
- Hydrocotyle umbellata L.
- Hydrocotyle urbaniana H. Wolff
- Hydrocotyle venezuelensis Rose ex Mathias
- Hydrocotyle verticillata Thunb.
  - Hydrocotyle verticillata var. featherstoniana (Jenn.) Mathias
- Hydrocotyle vestita Mathias & Killip
- Hydrocotyle volckmannii Phil.
- Hydrocotyle vulgaris L.
- Hydrocotyle wilfordii Maxim. - Rau má wilford.
- Hydrocotyle wilsonii Diels ex Shan & S.L. Liou
- Hydrocotyle yanghuangensis (Hieron.) Mathias

## Hình ảnh

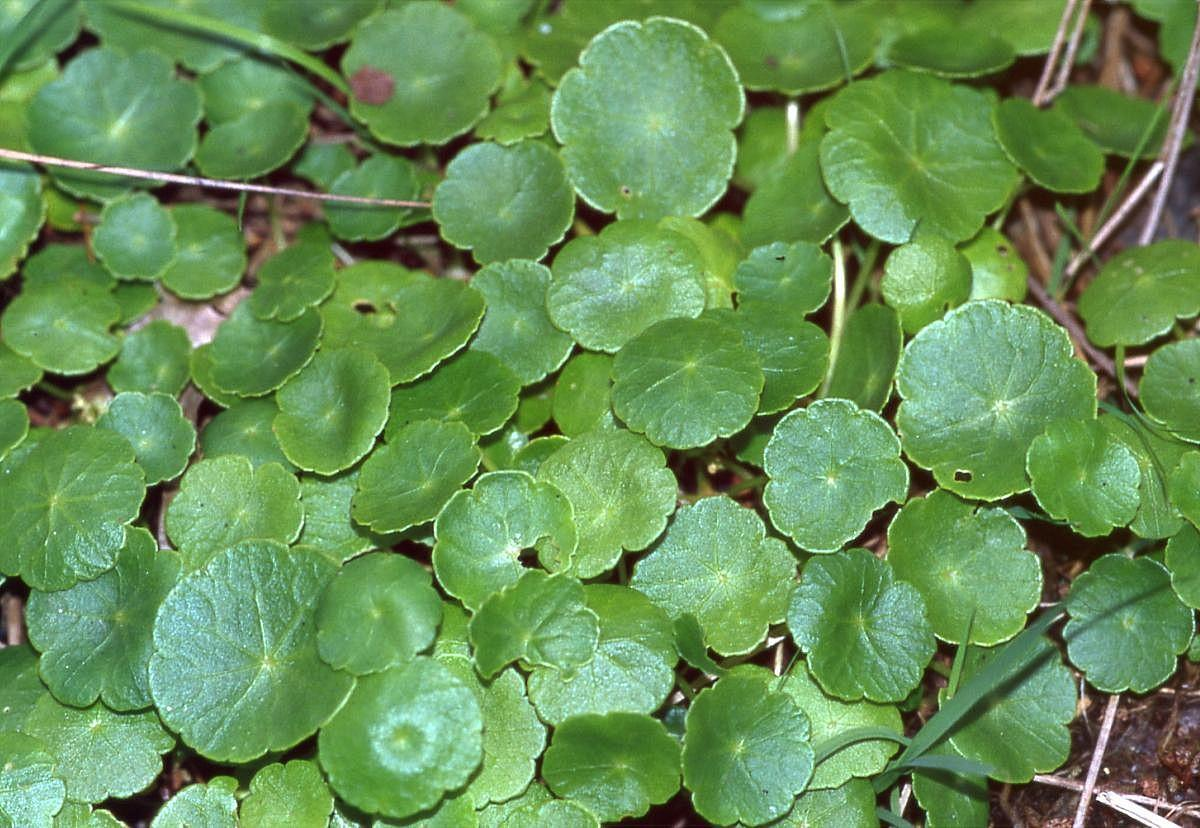
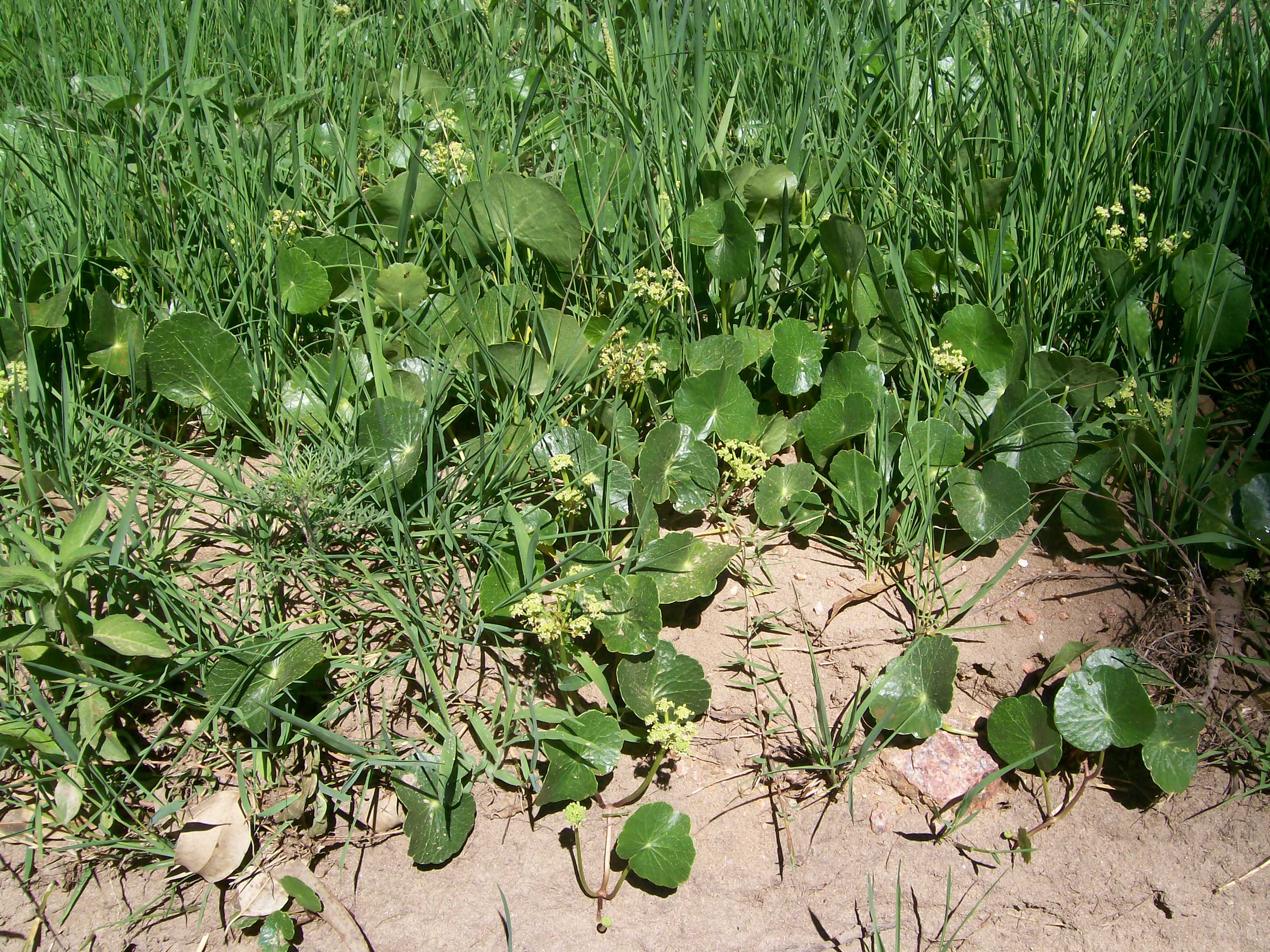
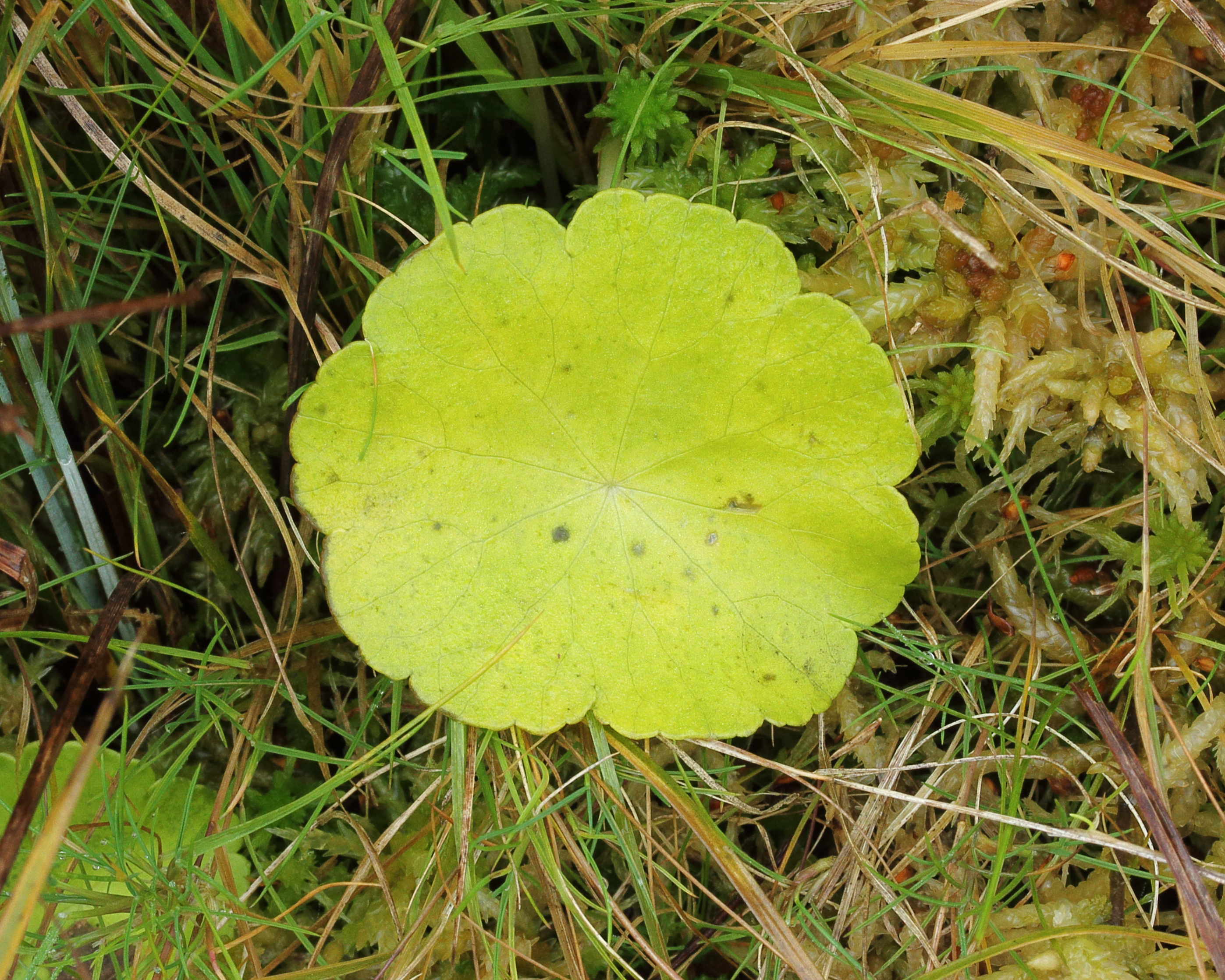
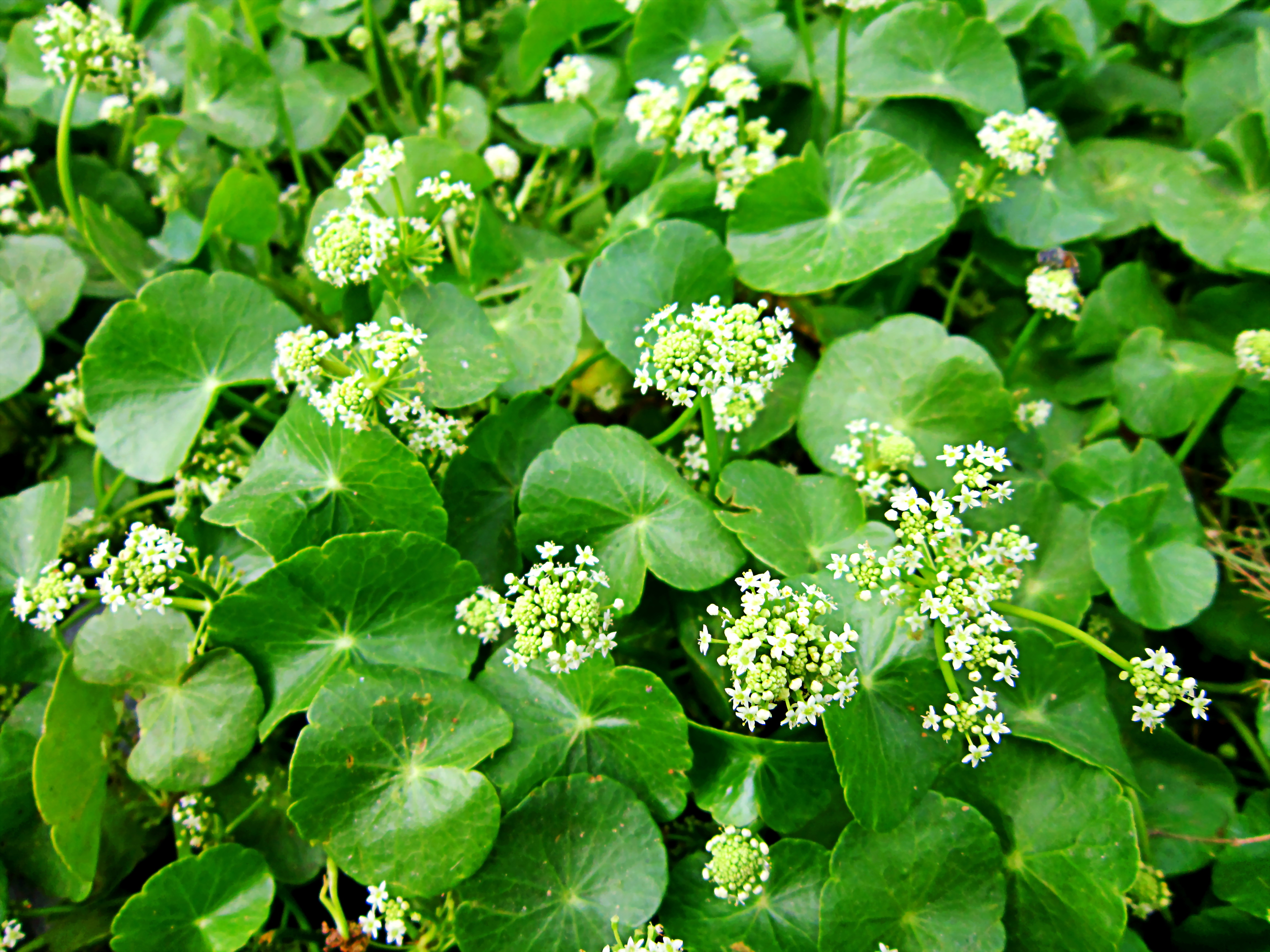